# Linia kolejowa nr 562
Linia kolejowa nr 562 – pierwszorzędna, zelektryfikowana, jednotorowa linia kolejowa łącząca posterunek odgałęźny Adampol ze stacją Lublin Tatary (rejon LTB).